# Grammy Award
De Grammy Awards (oorspronkelijk Gramophone Awards genoemd, niet te verwarren met de Britse Gramophone Classical Music Award), sinds 1959, worden algemeen beschouwd als een van de belangrijkste muziekprijzen ter wereld, vergelijkbaar met de Oscars voor de filmwereld. De onderscheidingen worden jaarlijks in de Verenigde Staten door de National Academy of Recording Arts and Sciences (NARAS) uitgereikt om artistieke en technische prestaties in het muziekvak te eren. De jury bestaat uit artiesten en professionele muziektechnici, die een keus maken uit genomineerden: musici, artiesten, arrangeurs, tekstschrijvers, producenten, dirigenten, componisten en muziektechnici in vele categorieën. Er is tevens een categorie 'gesproken woord', waarvoor ook bekende politici als Jesse Jackson, Franklin D. Roosevelt, Martin Luther King en Hillary Clinton ooit een Grammy hebben ontvangen.

## Categorieën
Het aantal categorieën wisselt bijna jaarlijks. Vanaf de jaren '90 nam het aantal categorieën explosief toe, tot ruim boven de honderd in 2010. In het voorjaar van 2011 maakte de Grammy-organisatie bekend dat het aantal categorieën vanaf 2012 drastisch zou worden ingeperkt. Werden er in 2011 nog in 109 categorieën prijzen toegekend, in 2012 waren dat er nog maar 78. Volgens NARAS was deze reorganisatie nodig omdat er in sommige gevallen de criteria voor een categorie niet helemaal duidelijk waren, of dat er voor sommige categorieën simpelweg te weinig producties werden ingezonden. Bovendien wilde men af van het onderscheid dat gemaakt werd tussen mannen en vrouwen. Verscheidene categorieën werden gecombineerd, bijvoorbeeld die voor Best Male Pop Performance en Best Female Pop Performance tot Best Pop Solo Performance.
Na deze ingrijpende operatie zijn er sindsdien enkele kleine wijzigingen doorgevoerd. Daarmee is het aantal categorieën inmiddels weer gestegen tot 84 (2021). De nieuwe categorieën zijn vooral te vinden in de roots muziek, door de Grammy organisatie aangeduid als een "oorspronkelijk (Noord-)Amerikaanse muziekstijl, zoals zydeco, folk, Americana, indianenmuziek e.d.". Enkele van deze nieuwe categorieën zijn voor Best Roots Song, Best Roots Gospel Album en Best Roots Performance.
Bovendien worden af en toe namen van categorieën aangepast aan ontwikkelingen in de muziekstijlen die bij deze categorieën horen.
Tegenwoordig worden de awards in de volgende 84 categorieën verdeeld. Tussen haakjes het eerste jaar waarin de prijs voor het eerst werd uitgereikt:
- Algemeen
  - Record of the Year: Voor de beste opname van het jaar. Het hoeft niet per se een single te zijn geweest; "Record" staat hier voor "recording" ("opname"). Prijs is voor de artiest, producer(s) en mixer(s) (1959))
  - Album of the Year: Voor het beste album van het jaar. Dit kan in elk genre zijn (incl. klassieke muziek) (1959)
  - Song of the Year: Voor de componist(en) van het beste lied van het jaar (1959)
  - Best New Artist: Voor de beste nieuwe artiest (die nog niet eerder een grote hit heeft gehad) (1960)

(Verschil tussen Record of the Year en Song of the Year: 'Record' gaat om de technische kwaliteit van de opname, terwijl het bij 'Song' voornamelijk gaat om de kwaliteit van de compositie)
- Pop
  - Best Pop Solo Performance: Voor solo-uitvoeringen (zanger[es] of instrumentalist) in het popgenre (2012)
  - Best Pop Duo/Group Performance: Voor uitvoeringen door duo's (incl. gelegenheidsduo's) of groepen in het popgenre (2012)
  - Best Pop Vocal Album: Voor albums in het popgenre, uitgevoerd door zangers/zangeressen of groepen (1995)
  - Best Traditional Pop Vocal Album: Voor een album in het traditionele popgenre; te denken valt aan artiesten als Tony Bennett, Frank Sinatra, Michael Bublé of Barbra Streisand (1992)
- Contemporary Instrumental Music
  - Best Contemporary Instrumental Album: Voor instrumentale albums in diverse, eigentijdse genres, voor zowel solisten als duo's/groepen (t/m 2014 bekend als Best Pop Instrumental Album, maar vanaf 2015 veranderd in Contemporary Instrumental Album om zo ook andere stijlen dan pop de kans te geven om in deze categorie vertegenwoordigd te zijn)
- Dance/Electronic
  - Best Dance Recording: Voor beste opname in het dance-genre (en al zijn subgenres). Prijs voor artiest, mixer(s) en producer(s) (1998)
  - Best Dance/Electronic Album (2005): Voor beste album met "dancemateriaal in een elektronische uitvoering", om deze categorie te onderscheiden van albums met een andere instrumentatie (pop, rock, r&b etc.). Prijs voor artiest, mixer(s) en producer(s).
- Rock
  - Best Rock Performance: Voor beste solo-uitvoeringen (zanger[es] of instrumentalist) in het rockgenre (2012)
  - Best Metal Performance: Voor beste metaluitvoering (zowel solisten, instrumentalisten als groepen kunnen in deze categorie winnen) (1990)
  - Best Rock Song: Voor de componist(en) van het beste rocknummer (1992)
  - Best Rock Album: Voor het beste album in het rockgenre (1995)
- Alternative
  - Best Alternative Music Album: Voor het beste album in het alternative rockgenre  (1991)
- R&B
  - Best R&B Performance: Voor uitvoeringen in het r&b-genre en zijn subgenres (bijv. urban). Prijs voor solisten, instrumentalisten of groepen (2012)
  - Best Traditional R&B Performance: Voor traditionele r&b-uitvoeringen, als tegenhanger van moderne r&b-varianten zoals urban, contemporary of alternative (1999)
  - Best R&B Song: Voor het beste r&b-lied (prijs voor componist[en]) (1969)
  - Best Progressive R&B Album: Voor het beste album in diverse r&b-subgenres zoals urban, contemporary of alternative (2013)
  - Best R&B Album: Beste r&b-album (1995)
- Rap
  - Best Rap Performance: Voor de beste uitvoering in het rapgenre. Voor solisten en groepen (1989)
  - Best Melodic Rap Performance: Voor een opname in het rap-genre, waarop niet uitsluitend wordt gerapt maar waarop ook wordt gezongen (2002)
  - Best Rap Song: Voor de componist(en) van een rapnummer (2004)
  - Best Rap Album: Voor het beste rapalbum (1996)
- Country
  - Best Country Solo Performance: Voor de beste solo-opname in het countrygenre. Voor zangers, zangeressen en instrumentalisten (2012)
  - Best Country Duo/Group Performance: Voor de beste uitvoering van een duo of groep in het countrygenre (2012)
  - Best Country Song: Voor de componist(en) van het beste countrylied (1965)
  - Best Country Album: Voor het beste countryalbum (1965)
- New Age
  - Best New Age Album: Voor het beste album in het new age-genre (1987)
- Jazz
  - Best Improvised Jazz Solo: Voor de beste (geïmproviseerde) solo op een jazzopname. Hoewel vocale solo's niet zijn uitgesloten voor deze categorie, gaat de prijs meestal naar een instrumentale solo (1959)
  - Best Jazz Vocal Album: Voor vocale uitvoeringen in het jazzgenre. Prijs is voor zangers, zangeressen en groepen. (1977)
  - Best Jazz Instrumental Album: Voor het beste instrumentale album in het jazzgenre (en zijn subgenres) (1959)
  - Best Large Jazz Ensemble Album: Voor bigbands en grote jazzensembles (1961)
  - Best Latin Jazz Album: Voor het beste album in het latin jazz subgenre (1995)
- Gospel
  - Best Contemporary Christian Music Performance/Song: Voor uitvoeringen en composities van moderne, eigentijdse gospelmuziek (in de VS de laatste jaren aangeduid als 'Contemporary Christian Music' [eigentijdse christelijke muziek] om verwarring met de traditionele gospelmuziek te voorkomen) (2015)
  - Best Gospel Performance/Song: Voor uitvoerende(n) en componist(en) van het beste lied in het (traditionele) gospelgenre (2015)
  - Best Gospel Album: Voor het beste album in het (traditionele) gospelgenre (2012)
  - Best Contemporary Christian Music Album: Voor het beste album in het moderne Contemporary Christian Music genre (2012)
  - Best Roots Gospel Album: Voor een album in de traditionele Noord-Amerikaanse muziekstijlen als 'southern gospel', bluegrass, blues, folk, Americana, etc. (2015)
- Latin
  - Best Latin Pop or Urban Album: Voor het beste latin-album in de latin pop of urban subgenres (2013)
  - Best Latin Rock or Alternative Album: Voor een album in de subgenres latin rock en alternative (1998)
  - Best Regional Mexican Music Album (Including Tejano): Voor een album in de diverse subgenres in de oorspronkelijke Mexicaanse muziek, zoals Tejano, mariachi en andere vormen van Mexicaanse volksmuziek (2012)
  - Best Tropical Latin Album: Voor albums in de tropical latin subgenres, zoals salsa, merengue, cumbia, bachata, reggaeton en andere stijlen die vaak geassocieerd worden met het Caribisch gebied (1984)
- American Roots
  - Best Americana Album: Voor albums in het brede Americana-genre (rock, akoestisch, folkinvloeden, etc.) (2010)
  - Best Bluegrass Album: Voor albums in het bluegrassgenre (1989)
  - Best Traditional Blues Album: Voor albums in het traditionele bluesgenre (1983)
  - Best Contemporary Blues Album: Voor albums met eigentijdse bluesmuziek, vaak in combinatie met andere muziekstijlen of moderne opnametechnieken (1988)
  - Best Folk Album: Voor albums in het folkgenre, inclusief moderne (Amerikaanse) folk en crossovers tussen traditionele folk en moderne pop of rock (2012)
  - Best Regional Roots Music Album: Voor regionale Amerikaanse muziek, zoals Hawaïaanse muziek, polka, zydeco, cajun en indianenmuziek (2012)
  - Best American Roots Song: Voor de componist(en) van het beste lied in de hierboven beschreven stijlen (2014)
  - Best American Roots Performance: Voor de beste uitvoering van een nummer in de hierboven beschreven stijlen (2015)
- Reggae
  - Best Reggae Album: Voor het beste reggae-album (1985)
- Wereldmuziek
  - Best Global Music Album: Voor het beste album in het wereldmuziek-genre, d.w.z. muziek van een niet-westerse oorsprong (1992)
- Kinderrepertoire
  - Best Children's Music Album: Voor het beste album met kinderrepertoire (1959)
- Gesproken Woord (Spoken Word)
  - Best Spoken Word Album: Voor het beste album met gesproken woord, inclusief audioboeken, voordrachten en vertellingen (1959)
- Comedy
  - Best Comedy Album: Voor het beste comedyalbum, zowel gesproken woord als muzikaal (1959)
- Musicals
  - Best Musical Theater Album: Voor het beste album met muziek uit een musical of een theatershow. Prijs is voor de belangrijkste solist(en), de producer(s) en de componist(en) als het om een werk gaat dat nog niet eerder was opgenomen of uitgevoerd. Als dat wel het geval is (bijv. met een revival van een oudere musical), krijgen alleen de solisten en de producers een Grammy (1959)
- Visuele Media
  - Best Compilation Soundtrack for Visual Media: Voor de beste soundtrack voor visuele media (film, tv, dvd, game) die samengesteld is uit eerder uitgebracht materiaal dat niet per se speciaal voor deze gelegenheid is geschreven (2000)
  - Best Score Soundtrack for Visual Media: Voor originele muziek die voor een film, tv-programma, dvd of videogame is gecomponeerd (1960)
  - Best Song Written for Visual Media: Voor de componist(en) van het beste lied voor een film, tv-programma, dvd of videogame (1988)
- Composities/Arrangementen
  - Best Instrumental Composition: Voor de componist(en) van het beste instrumentale nummer. Dit kan in elk genre zijn (behalve klassieke muziek) (1959)
  - Best Arrangement, Instrumental or A Cappella: Voor de maker(s) van het beste instrumentale of vocale arrangement. Dit kan in elk genre zijn (behalve klassieke muziek) (1963; vanaf 2015 geldt deze categorie ook voor vocale arrangementen)
  - Best Arrangement, Instruments and Vocals : Voor de maker(s) van het beste instrumentale of vocale arrangement in een uitvoering met zang (1963; vanaf 2015 geldt deze categorie ook voor vocale arrangementen)
- Hoezen
  - Best Recording Package: Voor de ontwerper(s) van de beste hoes (1959)
  - Best Boxed or Special Limited Edition Package: Voor de ontwerper(s) van de beste hoes/verpakking van boxsets of andere speciale uitvoeringen van een album (1995)
  - Best Album Notes: Voor de schrijver(s) van de beste hoestekst (1964)
- Historisch materiaal
  - Best Historical Album: Voor een album met historisch materiaal en/of opnieuw uitgebracht materiaal in een historische context. Prijs voor de ontwerpers/samenstellers, niet voor de oorspronkelijke artiesten. (1979)
- Productie (niet-klassiek)
  - Best Engineered Album, Non-Classical: Voor de technici op een niet-klassiek album, in elk genre (uitgezonderd klassiek)  (1959)
  - Producer of the Year, Non-Classical: Voor de beste producer(s) van het jaar; meestal wordt deze prijs toegekend op basis van een aantal albums die hij/zij dat jaar heeft geproduceerd (1975)
  - Best Remixed Recording: Voor de maker(s) van de beste remix. Prijs is voor de remixer(s), niet de artiest(en) (1998)
- Immersive Sound
  - Best Immersive Audio Album: Voor de technici en producer(s) op het beste album in immersive (voorheen: surround) sound stereo, in elk genre (inclusief klassiek). Prijs is voor de technici en producer(s), niet voor de artiest(en) (2005)
- Productie (klassiek)
  - Best Engineered Album (Classical): Voor de beste technici op een klassiek album (1959)
  - Producer of the Year, Classical: Voor de beste klassieke producer(s) van het jaar (1980)
- Klassieke Muziek
  - Best Orchestral Performance: Voor de beste uitvoering van een orkest. Prijs is voor de dirigent en de producer (1959)
  - Best Opera Recording: Voor de beste opera-uitvoering. Prijs is voor de dirigent, de belangrijkste solist(en) en de producer (1961)
  - Best Choral Performance: Voor de beste uitvoering van een koor (met ander materiaal dan opera). Prijs is voor de dirigent van het koor, de dirigent van het orkest, de koormeester en het koor. (1961)
  - Best Chamber Music/Small Ensemble Performance: Voor kleine muziekgezelschappen – minder dan 24 leden – zoals combo's en kamermuziekensembles. Prijs is voor de leider/dirigent van het ensemble en voor het ensemble zelf. (1959)
  - Best Classical Instrumental Solo: Voor de beste instrumentale solo in het klassieke genre. Prijs is voor de solist en voor de dirigent. (2012)
  - Best Classical Solo Vocal Album: Voor de beste vocale solo in het klassieke genre. Prijs is voor de solist, meewerkende solisten/begeleiders (indien van toepassing), producer en technicus. (1959)
  - Best Classical Compendium: Voor albums die bestaan uit een verzameling van losse klassieke stukken, eventueel in verschillende stijlen. Prijs voor de uitvoerende artiest(en), producer en technicus. (2013)
  - Best Contemporary Classical Composition: Voor de componist(en) van een nieuw klassiek stuk (1961)
- Muziekvideo
  - Best Music Video: Voor de maker(s) van de beste videoclip. Prijs is voor de artiest, de regisseur en de producer (1984)
  - Best Music Film: Voor de maker(s) van de beste lange muziekvideo, zoals documentaires en concertverfilmingen. Prijs is voor de artiest, de regisseur en de producer (1984)

## Verdwenen categorieën
In de loop der jaren zijn tientallen categorieën vervallen of aangepast. Zo werden in 2012 in één keer bijna dertig categorieën opgeheven of samengevoegd. Soms gaat het om een kleine wijziging, maar soms vallen door een verdwenen categorie complete muziekstijlen of artiesten buiten de boot. Enkele voorbeelden van dergelijke verdwenen categorieën zijn:
- Best Disco Recording: Voor de beste discoplaat. Deze categorie heeft slechts één jaar bestaan (in 1980), want toen de eerste Grammy werd uitgereikt was de discorage alweer voorbij.
- Best Performance by an Orchestra for Dancing: Voor de beste opname van een dansorkest. De prijs werd uitgereikt van 1959 t/m 1964 en werd voornamelijk door bigbands gewonnen. Tegenwoordig worden bigbands onderscheiden in de jazzcategorie.
- Best Polka Album: Voor het beste polka-album. De categorie bestond van 1986 t/m 2009; van de 24 Grammy's werden er 18 gewonnen door polka-muzikant Jimmy Sturr.

## Records
(Tot en met 2025)
Meeste gewonnen Grammy's
- 35: Beyoncé
- 31: Sir Georg Solti
- 28: Quincy Jones
- 27: Alison Krauss
- 26: Pierre Boulez
- 25: Vladimir Horowitz, John Williams, Chick Corea, Jay-Z
- 24: Kanye West
- 22: U2, Stevie Wonder, Vince Gill
- 20: Henry Mancini, Bruce Springsteen, Pat Metheny, Al Schmitt

Meeste Grammy's op één avond
- 8: Michael Jackson (1984), Santana (2000)
- 6: Quincy Jones (1991), Eric Clapton (1993), Beyoncé (2010), Adele (2012)
- 5: Paul Simon (1971), Dixie Chicks (2006), Amy Winehouse (2008), Kendrick Lamar (2016, 2025), Adele (2017), Billie Eilish (2020)

Meeste nominaties zonder winst
- 18: Zubin Mehta
- 17: Snoop Dogg
- 16: Brian McKnight
- 15: Joe Satriani, Fred Hersch, Björk
- 14: Martina McBride, Toshiko Akiyoshi, Dierks Bentley
- 13: Katy Perry, Spyro Gyra, Musiq Soulchild, Charlie Wilson
- 12: Diana Ross, Lenny Gomulka, Keith Jarrett, Busta Rhymes, Jazmine Sullivan

Technicus Morten Lindberg won in 2020 zijn eerste Grammy Award na 27 onsuccesvolle nominaties. Nas won in 2021 zijn eerste Grammy na 13 nominaties, Ledisi haar eerste na 12 nominaties.

## Nederlandse winnaars
- 2004: Bernard Haitink in de categorie Best Opera Recording
- 2009: Bernard Haitink in de categorie Best Orchestral Performance met het Chicago Symphony Orchestra
- 2002: Harry Coster (technicus, in de categorie Best Historical Album)
- 2010: Afrojack in de categorie Best Remixed Recording
- 2015: Tiësto in de categorie Best Remixed Recording
- 2016: Metropole Orkest (met Snarky Puppy) in de categorie Best Contemporary Instrumental Album

Bron: Officiële lijst van winnaars op Grammy.com.